# Dubějovice
Dubějovice je malá vesnice, část města Trhový Štěpánov v okrese Benešov. Nachází se asi 3 km na jihovýchod od Trhového Štěpánova. Procházela tudy železniční trať Benešov u Prahy – Trhový Štěpánov - Dolní Kralovice. V roce 2015 zde bylo evidováno 51 adres. Dubějovice je také název katastrálního území o rozloze 2,12 km².

## Historie
První písemná zmínka o vesnici pochází z roku 1379.